# Józef Lex
Józef Lex herbu Prawomyśl, (ur. 21 marca 1791 W Warszawie, zm. 14 października 1866 tamże) – polski wojskowy czasów napoleońskich i Królestwa Kongresowego, malarz, wolnomularz.

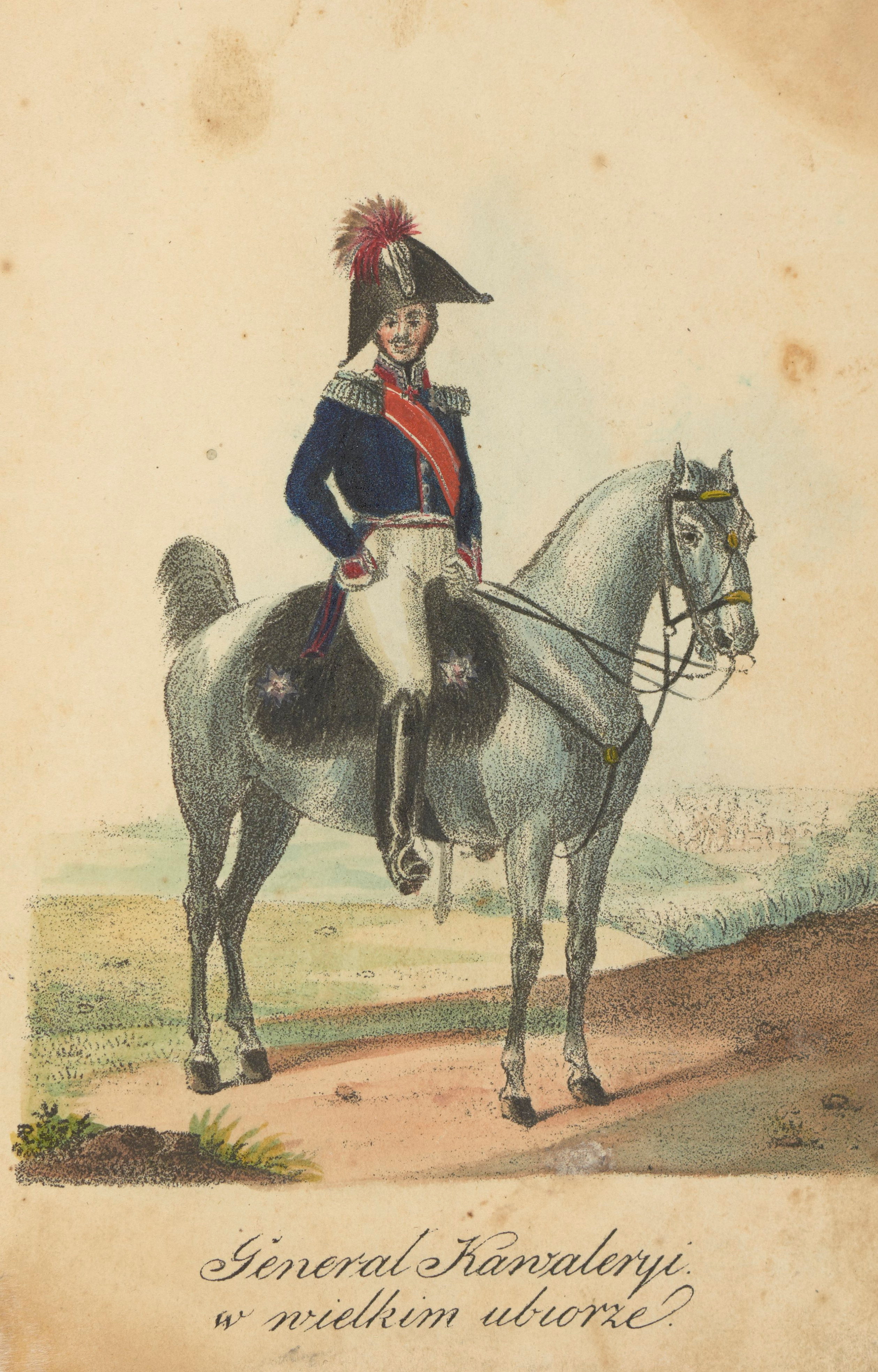
Generał kawalerii, autor: Józef Lex

Był synem Józefa i Krystyny z Gerlitzów. W latach 1804 do 1809 uczęszczał do Liceum Warszawskiego, po czym udał się na wojaże zagraniczne. Po powrocie do Polski w 1811 wstąpił do Szkoły Elementarnej Artylerii i Inżynierii (saperskiej), którą ukończył rok później i został wysłany w stopniu podporucznika na front rosyjski w czasie kampanii rosyjskiej Napoleona; wziął udział w bitwie nad Berezyną, kierując budową mostów. Wyróżnił się i został ranny w bitwie pod Lipskiem, otrzymał wówczas ordery Virtuti Militari i Legii Honorowej. W roku 1815 wstąpił do armii Królestwa Kongresowego i służył tam jako adiutant generała Malletskiego. W roku 1818 postąpił na kapitana.
Sumienny wojskowy, Lex posiadał również zdolności malarskie: współpracował z gronem artystów, którzy w warszawskiej siedzibie hrabiego Aleksandra Chodkiewicza eksperymentowali z techniką litografii na prasach sprowadzonych przez hrabiego. W roku 1819 Lex otrzymał kierownictwo wojskowego zakładu litograficznego i wykonał akwarele mundurowe na zamówienie Rocznika Wojskowego, za które otrzymał złoty pierścień od car Mikołaja I. Brał udział jako major w powstaniu listopadowym, wykonując m.in. plany bitew. Po powstaniu wziął abszyt i przeszedł do pracy cywilnej, pracując m.in. w Heroldii Królestwa Polskiego. Na emeryturę przeszedł w roku 1848 i został wówczas uszlachcony z herbem Prawomyśl. Żonaty z Teresą Chmielewską (zm. 19 marca 1867 w Warszawie). Był członkiem loży wolnomularskiej Bracia Polacy Zjednoczeni w 1820 roku. Pochowany na Starych Powązkach w Warszawie (kwatera 4-1-10/11).